# Copidosoma vicinum
Copidosoma vicinum är en stekelart som först beskrevs av Herthevtzian 1979.  Copidosoma vicinum ingår i släktet Copidosoma och familjen sköldlussteklar. Inga underarter finns listade i Catalogue of Life.